# Murbach (Isar)
Der Murbach ist ein linker Zufluss der Isar in Oberbayern.
Der Murbach entsteht oberhalb der Kotalm, speist sich aus Gräben und dem Zufluss des Schwarzbachs mit weitgehend ostwärtiger Fließrichtung und mündet beim Weiler Wegscheid in der Gemeinde Lenggries im Landkreis Bad Tölz-Wolfratshausen in Bayern in die Isar.